# Komplexy silanů s přechodnými kovy

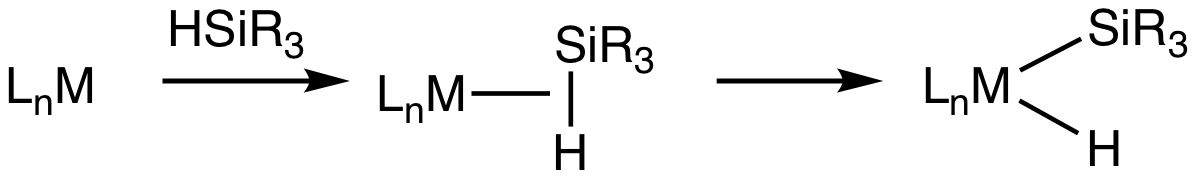
Oxidační adice hydrosilanu; znázorněn je také předpokládaný meziprodukt.

Komplexy silanů s přechodnými kovy jsou komplexní sloučeniny obsahující hydrosilanové ligandy. Jedním z prvních známých komplexů tohoto druhu je (MeC5H4)Mn(CO)2(η2-HSi(C6H5)3).
Vazby v silanových sigma komplexech jsou podobné agostickým interakcím. Kovové centrum se váže na Si-H tricentrickou dvouelektronovou vazbou. Předpokládá se, že tyto sigma komplexy se objevují jako meziprodukty oxidačních adicí hydrosilanů za vzniku silylhydridů kovů. Takovéto přeměny probíhají při katalýze hydrosilylačních reakcí.

Sigma komplex odvozený od (MeC_{5}H_{4})Mn(CO)_{3} a trifenylsilanu

Existence sigma-silanových komplexů byla potvrzena pomocí protonové NMR spektroskopie. U (MeC5H4)Mn(CO)2(η2-HSi(C6H5)3) má J(29Si,1H) hodnotu 65 Hz, zatímco u samotného difenylsilanu jde o 180 Hz. V silylhydridových komplexech je to kolem 6 Hz. Ve studii založená na neutronové difrakci bylo zjištěno, že délka vazeb Si-H v komplexu η2-HSiFPh2 je 180,2(5) pm a u volného HSiFPh2 činí 148 pm. Prodloužení vazeb Si-H je pro tyto sigma komplexy charakteristické.